# Maria da Fé
Maria da Fé là một đô thị thuộc bang Minas Gerais, Brasil. Đô thị này có diện tích 203,774 km², dân số năm 2007 là 14249 người, mật độ 75,2 người/km².